# Густина ймовірності

Коробковий графік і функція густини імовірності для нормального розподілу N(0, σ^{2}).

Густина ймовірності або щільність неперервної випадкової величини — це функція, що визначає ймовірнісну міру відносної правдоподібності, того що значення випадкової величини буде відповідати заданій події, для кожної окремої події (або точки) у просторі подій (множини всіх можливих значень, які може приймати випадкова величина). Іншими словами, в той час, як абсолютна правдоподібність, що неперервна випадкова величина може прийняти одне конкретне значення дорівнює 0 (оскільки існує нескінченна множина можливих значень), значення функції щільності у двох окремих точках можна використати аби припустити, наскільки ймовірніше ця випадкова величина дорівнює одному значенню порівнюючи з іншим.
У більш точному розумінні, функція густини ймовірності використовується для визначення ймовірності того, що випадкова величина потрапить у заданий діапазон значень, замість того щоб визначати чи прийме вона одне конкретне значення. Ця ймовірність задається за допомогою інтеграла функції густини цієї величини по тому діапазону — тобто вона задає площу що обмежена функцією густини й горизонтальною віссю координат і обмеженою заданим діапазоном. Функція густини імовірностей є невід'ємною на всій області визначення, а її інтеграл по всьому простору подій дорівнює одиниці.
У випадку, коли ймовірнісна міра є розподілом випадкової величини, говорять про щільність випадкової величини.

## Приклад
Припустимо, що представники бактерій зазвичай живуть від 4 до 6 годин. Яка ймовірність того, що бактерія житиме точно 5 годин? Відповідь — ця імовірність дорівнює 0 %. Багато бактерій житимуть приблизно 5 годин, але немає ймовірності, що будь-яка окрема бактерія проживе точно 5,0000000000… годин.
Замість того можна поставити питання: яка ймовірність того, що бактерія проживе часу від 5 годин до 5,01 години? Допустимо ця ймовірність становить 0,02 (тобто 2 %). Далі, а яка імовірність, що бактерія проживе від 5 годин до 5,001 години? Оскільки інтервал у десять разів менший за попередній, ця ймовірність дорівнюватиме 0,002. Імовірність того, що бактерія житиме від 5 годин до 5,0001 годин повинна дорівнювати близько 0,0002, і так далі.
У цих трьох прикладах, відношення (імовірності прожити кількість часу у заданому інтервалі) до (величини цього інтервалу) приблизно є сталим, і дорівнює 2 на годину (або 2 години−1). Наприклад, імовірність, що якась бактерія загине в інтервалі довжиною 0,01-години між 5 і 5,01 годинами життя дорівнює 0,02, а (імовірність 0,02 / 0,01 години) = 2 години−1. Ця величина 2 години−1 називається густиною імовірності того, що бактерія проживе близько 5 годин.
Щодо відповіді на питання «Яка імовірність того, що бактерія загине, проживши рівно 5 годин?», правильна, але мало зрозуміла відповідь — «0», але кращу відповідь можна записати як (2 години−1) {\displaystyle dt}. Це ймовірність того, що бактерія загине у нескінченно малому проміжку довкола 5 годин, де {\displaystyle dt} це величина цього проміжку.
Наприклад, ймовірність того, що вона проживе довше 5 годин, але менше ніж (5 годин + 1 наносекунда), дорівнює (2 години−1)×(1 наносекунда) ≃ 6×10−13 (якщо застосувати приведення одиниць вимірювання 3,6×1012 наносекунд = 1 годині).
Це є функцією густини імовірностей {\displaystyle f}, де {\displaystyle f}(5 годин) = 2 години−1. Інтеграл функції {\displaystyle f} по заданому діапазону часу (не лише для нескінченно малого діапазону, але і для великих діапазонів значень) є ймовірністю, що бактерія проживе задану кількість часу на цьому інтервалі.

## Означення

### Абсолютно неперервний розподіл однієї величини
Функція густини імовірності зазвичай пов'язана із абсолютно неперервним розподілом однієї випадкової величини. Випадкова величина {\displaystyle X} буде мати функцію густини {\displaystyle f_{X}}, якщо
{\displaystyle \Pr[a\leq X\leq b]=\int _{a}^{b}f_{X}(x)\,dx},
де {\displaystyle f_{X}} — невід'ємна інтегровна за Лебегом функція, яка називається функцією густини імовірності випадкової величини {\displaystyle X}.
Якщо FX{\displaystyle F_{X}} це кумулятивна функція розподілу величини {\displaystyle X}, тоді:
{\displaystyle F_{X}(x)=\int _{-\infty }^{x}f_{X}(u)\,du},
і (якщо {\displaystyle f_{X}} є неперервною в точці {\displaystyle x})
{\displaystyle f_{X}(x)={\frac {d}{dx}}F_{X}(x)}.
Інтуїтивно можна розуміти, що {\displaystyle f_{X}(x)dx} є ймовірністю того, що {\displaystyle X} потрапить у нескінченно малий інтервал {\displaystyle [x,x+dx]}.

### Формальне визначення
(Це визначення можна застосувати до будь-якого розподілу імовірностей застосовуючи визначення імовірності на основі теорії мір множин.)
Випадкова величина X, що приймає значення із вимірного простору {\displaystyle ({\mathcal {X}},{\mathcal {A}})} (зазвичай {\displaystyle \mathbb {R} ^{n}}, де вимірними підмножинами є Борелівські множини) і її розподілом імовірностей є міра X∗P по {\displaystyle ({\mathcal {X}},{\mathcal {A}})}: густиною {\displaystyle X} стосовно еталонної міри {\displaystyle \mu } по {\displaystyle ({\mathcal {X}},{\mathcal {A}})} є похідна Радона — Нікодима:
{\displaystyle f={\frac {dX_{*}P}{d\mu }}}.
Це означає, {\displaystyle f} є будь-якою вимірною функцією із наступною властивістю:
{\displaystyle \Pr[X\in A]=\int _{X^{-1}A}\,dP=\int _{A}f\,d\mu }
для будь-якої вимірної множини {\displaystyle A\in {\mathcal {A}}}.
Для наведеного вище випадку із неперервним розподілом однієї змінної, еталонною мірою є міра Лебега. Функція маси імовірності для дискретної випадкової величини є густиною стосовно лічильної міри по простору подій (зазвичай це є множина цілих чисел, або деяка її підмножина).

## Зауваження
- Функція густини імовірності існує лише для абсолютно неперервних випадкових величин.
- У квантовій механіці — відношення ймовірності знаходження системи в даному елементі об'єму до величини цього елемента об'єму; розраховується як квадрат модуля хвильової функції системи (добуток хвильової функції та її комплексно спряженої функції).

## Властивості
- {\displaystyle p_{\xi }(x)\geq 0}.
- {\displaystyle \int \limits _{X}p_{\xi }(x)dx=1}.
- {\displaystyle p_{\xi }(x)={\frac {1}{2\pi }}\int \limits _{X}e^{-itx}\psi (t)dt}, де {\displaystyle \psi (t)} — характеристична функція випадкової величини {\displaystyle \xi }.

## Інші особливості
На відміну від функції розподілу ймовірностей, функція густини імовірностей може приймати значення більші за одиницю; наприклад, рівномірний розподіл в інтервалі [0, ½] має густину імовірності {\displaystyle f(x)=2} для {\displaystyle 0\leq x\leq {\tfrac {1}{2}}} і {\displaystyle f(x)=0} для інших значень.
Стандартний нормальний розподіл має густину імовірності
{\displaystyle f(x)={\frac {1}{\sqrt {2\pi }}}\;e^{-x^{2}/2}.}
Якщо дано випадкову величину {\displaystyle X} і її розподіл дозволяє визначити функцію густини імовірностей {\displaystyle f}, тоді математичне сподівання для {\displaystyle X} (якщо воно існує) можна розрахувати так:
{\displaystyle \operatorname {E} [X]=\int _{-\infty }^{\infty }x\,f(x)\,dx}.
Не кожний імовірнісний розподіл матиме функцію густини, розподіли дискретних випадкових величин не матимуть її; а також її не існує для розподілу Кантора, попри те, що він не має дискретних елементів, тобто не призначає додатного значення імовірності для жодної окремої точки розподілу.
Розподіл має функцію густини тоді і тільки тоді, коли його функція розподілу ймовірностей {\displaystyle F(x)} абсолютно неперервна. У такому випадку: {\displaystyle F} майже скрізь диференційована, а її похідна може використовуватися як функція густини ймовірностей:
{\displaystyle {\frac {d}{dx}}F(x)=f(x)}.
Якщо розподіл має функцію густини, тоді ймовірність у кожній обраній окремій точці {\displaystyle \{a\}} дорівнює нулю; те саме стосується скінченних і зліченних множин точок.
Дві функції густини імовірностей {\displaystyle f} і {\displaystyle g} задають той самий розподіл імовірностей, коли вони відрізняються лише на множину нульової міри Лебега.